# Hare Sürel

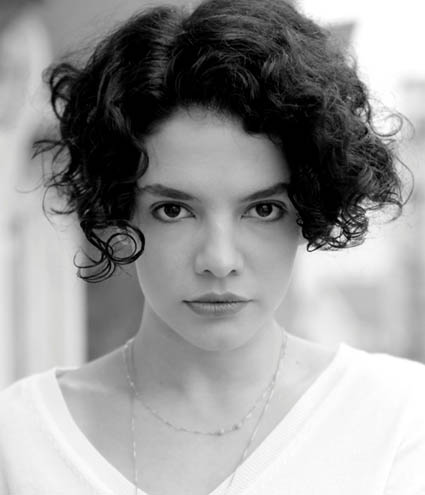
Hare Sürel

Hare Sürel (* 5. März 1983 in Istanbul) ist eine türkische Schauspielerin.

## Leben und Karriere
Sürel wurde am 5. März 1983 in Istanbul geboren. Ihre Familie stammt ursprünglich aus Samsun. Sie studierte an der İstanbul Üniversitesi Devlet Konservatuvar. Danach setzte sie ihr Studium an der Marmara-Universität fort.
Ihr Debüt gab sie 1999 in der Fernsehserie Ayrılsak da Beraberiz. Zwischen 2013 und 2014 spielte sie in Medcezir mit. 2015 trat Sürel in dem Film Bir Varmış Bir Yokmuş auf. Im selben Jahr bekam sie eine Rolle in Poyraz Karayel. Anschließend wurde sie 2019 für die Serie Çukur gecastet.

## Filmografie
Filme
- 2007: Kabadayı
- 2014: Pek Yakında
- 2014: Fakat Müzeyyen Bu Derin Bir Tutku
- 2015: Bir Varmış Bir Yokmuş
- 2017: Aşkın Gören Gözlere İhtiyacı Yok

Serien
- 1999–2001: Ayrılsak da Beraberiz
- 2005: Ödünç Hayat
- 2006: Kız Babası
- 2007: Senden Başka
- 2009: Elveda Rumeli
- 2012: Canımın İçi
- 2013–2015: Medcezir
- 2015–2017: Poyraz Karayel
- 2015: Beş Kardeş
- 2018: Vatanım Sensin
- 2019–2021: Çukur